# Litouwen op de Olympische Winterspelen 2018
Litouwen was een van de deelnemende landen aan de Olympische Winterspelen 2018 in Pyeongchang, Zuid-Korea.
Bij de negende deelname van het land aan de Winterspelen werd voor de achtste keer deelgenomen in de biatlon en het langlaufen en voor de vijfde keer in het alpineskiën. Tomas Kaukėnas was de vlaggendrager bij de openingsceremonie.

## Deelnemers en resultaten
(m) = mannen, (v) = vrouwen 

### Alpineskiën
| Olympiër (deelname)     | Onderdeel        | Resultaat | Prestatie                                                            |
| ----------------------- | ---------------- | --------- | -------------------------------------------------------------------- |
| Andrej Drukarov         | reuzenslalom (m) | 59e       | 1e run: 1.19,98 (68e) 2e run: 1.18,21 (57e) totaal: 2.38,19 (+20,15) |
| Andrej Drukarov         | slalom (m)       | 41e       | 1e run: 59,40 (47e) 2e run: 1.07,77 (42e) totaal: 2.07,17 (+28,18)   |
|                         |                  |           |                                                                      |
| Ieva Januškevičiūtė (2) | reuzenslalom (v) | 54e       | 1e run: 1.26,38 (62e) 2e run: 1.20,64 (53e) totaal: 2.47,02 (+27,00) |
| Ieva Januškevičiūtė (2) | slalom (v)       | 43e       | 1e run: 57,30 (47e) 2e run: 57,25 (43e) totaal: 1.54,55 (+15,92)     |

### Biatlon
| Olympiër                                                               | Onderdeel         | Resultaat | Prestatie                                 |
| ---------------------------------------------------------------------- | ----------------- | --------- | ----------------------------------------- |
| Tomas Kaukėnas (2)                                                     | individueel (m)   | 78e       | 55.38,4 (+7.34,6) pen.: 6 (0 + 2 + 1 + 3) |
| Tomas Kaukėnas (2)                                                     | sprint (m)        | 17e       | 24.23,5 (+44,7) pen.: 1 (0 + 1)           |
| Tomas Kaukėnas (2)                                                     | achtervolging (m) | 13e       | 34.31,8 (+1.40,1) pen.: 2 (0 + 0 + 1 + 1) |
| Tomas Kaukėnas (2)                                                     | massastart (m)    | 30e       | 38.58,0 (+3.10,7) pen.: 5 (2 + 0 + 2 + 1) |
| Vytautas Strolia (2)                                                   | individueel (m)   | 82e       | 56.27,0 (+8.23,2) pen.: 6 (0 + 2 + 1 + 3) |
| Vytautas Strolia (2)                                                   | sprint (m)        | 49e       | 25.32,4 (+1.53,6) pen.: 2 (1 + 1)         |
| Vytautas Strolia (2)                                                   | achtervolging (m) | 43e       | 37.47,3 (+4.55,6) pen.: 4 (1 + 0 + 2 + 1) |
|                                                                        |                   |           |                                           |
| Natalija Kočergina                                                     | individueel (v)   | 30e       | 45.09,1 (+4.01,9) pen.: 1 (0 + 0 + 1 + 0) |
| Natalija Kočergina                                                     | sprint (v)        | 80e       | 25.16,2 (+4.10,0) pen.: 5 (1 + 4)         |
| Diana Rasimovičiūtė (5)                                                | individueel (v)   | 75e       | 49.53,3 (+8.46,1) pen.: 5 (1 + 2 + 0 + 2) |
| Diana Rasimovičiūtė (5)                                                | sprint (v)        | 65e       | 24.00,8 (+2.54,6) pen.: 1 (1 + 0)         |
|                                                                        |                   |           |                                           |
| Natalija Kočergina Diana Rasimovičiūtė Tomas Kaukėnas Vytautas Strolia | gemengde estfette | 19e       | 18.16,3 (0+2 1+3) LAP (0+2 0+0) 0         |

### Langlaufen
| Olympiër                          | Onderdeel             | Resultaat | Prestatie                      |
| --------------------------------- | --------------------- | --------- | ------------------------------ |
| Mantas Strolia (2)                | sprint (m)            | 64e       | kwalificatie: 3.31,11 (+22,57) |
| Mantas Strolia (2)                | 15 km vrije stijl (m) | 94e       | 40.31,4 (+6.47,5)              |
| Mantas Strolia (2)                | 30 km skiatlon (m)    | 63e       | LAP (ronde achterstand)        |
| Mantas Strolia (2)                | 50 km klassiek (m)    | 61e       | LAP (ronde achterstand)        |
| Modestas Viačiulis (2)            | sprint (m)            | 44e       | kwalificatie: 3.21,10 (+12,56) |
| Modestas Viačiulis (2)            | 15 km vrije stijl (m) | 96e       | 40.53,0 (+7.09,1)              |
| Mantas Strolia Modestas Viačiulis | team sprint (m)       | HF        | HF 1: 17.41,73 (12e)           |
|                                   |                       |           |                                |
| Marija Kaznačenko                 | 10 km vrije stijl (v) | 73e       | 30.44,2 (+5.43,7)              |